# Mariana Serbezova
Mariana Rogelova Serbezova (bulgare : Мариана Рогелова Сербезова), née le 15 novembre 1959 à Plovdiv (Bulgarie), est une ancienne rameuse bulgare. Elle est médaillée de bronze aux Jeux de 1980.

## Carrière
Aux Jeux olympiques d'été de 1980, Serbezova remporte la médaille de bronze en quatre de couple.

## Palmarès

### Jeux olympiques
- Jeux olympiques d'été de 1980 à Moscou ( Union soviétique) :
  -  médaille de bronze en quatre de couple

### Championnats du monde
- Championnats du monde 1981 à Munich ( Allemagne) :
  -  médaille de bronze en quatre de couple